# Copa del Caribe de 1992
La Copa del Caribe 1992 fue la tercera edición de la Copa del Caribe, torneo organizado por las selecciones de fútbol caribeñas, en la zona de la Concacaf. La ronda final tuvo lugar en Trinidad y Tobago.

## Primera Fase

### Grupo 1
Jugado en Barbados
| Equipo                       | Pts | PJ | G | E | P | GF | GC |
| ---------------------------- | --- | -- | - | - | - | -- | -- |
| San Vicente y las Granadinas | 4   | 3  | 1 | 2 | 0 | 5  | 4  |
| Barbados                     | 3   | 3  | 1 | 1 | 1 | 4  | 4  |
| Antillas Neerlandesas        | 3   | 3  | 1 | 1 | 1 | 3  | 3  |
| Granada                      | 2   | 3  | 0 | 2 | 1 | 1  | 2  |

| Barbados                     | 1 - 1 | Granada                      |
| San Vicente y las Granadinas | 2 - 2 | Antillas Neerlandesas        |
| Barbados                     | 1 - 0 | Antillas Neerlandesas        |
| San Vicente y las Granadinas | 0 - 0 | Granada                      |
| Barbados                     | 2 - 3 | San Vicente y las Granadinas |
| Granada                      | 0 - 1 | Antillas Neerlandesas        |

### Grupo 2
Jugado en Sint Maarten
| Equipo       | Pts | PJ | G | E | P | GF | GC |
| ------------ | --- | -- | - | - | - | -- | -- |
| Martinica    | 3   | 2  | 1 | 1 | 0 | 8  | 1  |
| Sint Maarten | 3   | 2  | 1 | 1 | 0 | 5  | 3  |
| Islas Caimán | 0   | 2  | 0 | 0 | 2 | 2  | 11 |

| Martinica    | 7 - 0 | Islas Caimán |
| Sint Maarten | 4 - 2 | Islas Caimán |
| Sint Maarten | 1 - 1 | Martinica    |

### Grupo 3
Jugado en Surinam
| Equipo           | Pts | PJ | G | E | P | GF | GC |
| ---------------- | --- | -- | - | - | - | -- | -- |
| Surinam          | 6   | 3  | 3 | 0 | 0 | 12 | 2  |
| Guayana Francesa | 3   | 3  | 1 | 1 | 1 | 5  | 4  |
| Guyana           | 3   | 3  | 1 | 1 | 1 | 4  | 5  |
| Aruba            | 0   | 3  | 0 | 0 | 3 | 0  | 10 |

| Surinam          | 5 - 0 | Aruba            |
| Guayana Francesa | 1 - 1 | Guyana           |
| Surinam          | 4 - 0 | Guyana           |
| Guayana Francesa | 2 - 0 | Aruba            |
| Surinam          | 3 - 2 | Guayana Francesa |
| Guyana           | 3 - 0 | Aruba            |

### Grupo 4
Jugado en San Cristóbal y Nieves
| Equipo                    | Pts | PJ | G | E | P | GF | GC |
| ------------------------- | --- | -- | - | - | - | -- | -- |
| Antigua y Barbuda         | 6   | 3  | 3 | 0 | 0 | 8  | 0  |
| San Cristóbal y Nieves    | 4   | 3  | 2 | 0 | 1 | 14 | 1  |
| Islas Vírgenes Británicas | 0   | 2  | 0 | 0 | 2 | 0  | 6  |
| Montserrat                | 0   | 2  | 0 | 0 | 2 | 0  | 15 |

| San Cristóbal y Nieves | 4 - 0  | Islas Vírgenes Británicas |
| Antigua y Barbuda      | 5 - 0  | Montserrat                |
| San Cristóbal y Nieves | 10 - 0 | Montserrat                |
| Antigua y Barbuda      | 2 - 0  | Islas Vírgenes Británicas |
| San Cristóbal y Nieves | 0 - 1  | Antigua y Barbuda         |
| Montserrat             | n/p    | Islas Vírgenes Británicas |

### Grupo 5
Jugado en Santa Lucía
| Equipo      | Pts | PJ | G | E | P | GF | GC |
| ----------- | --- | -- | - | - | - | -- | -- |
| Guadalupe   | 3   | 2  | 1 | 1 | 0 | 2  | 0  |
| Dominica    | 2   | 2  | 0 | 2 | 0 | 1  | 1  |
| Santa Lucía | 1   | 2  | 0 | 1 | 1 | 1  | 3  |

| Guadalupe   | 0 - 0 | Dominica  |
| Santa Lucía | 1 - 1 | Dominica  |
| Santa Lucía | 0 - 2 | Guadalupe |

### Grupo 6
| Equipo 1 | Agr. | Equipo 2 | Ida | Vuelta |
| -------- | ---- | -------- | --- | ------ |
| Anguila  | 0-8  | Cuba     | 0-3 | 0-5    |

## Segunda Fase

### Equipos participantes
| - Trinidad y Tobago - Martinica - Surinam - Antigua y Barbuda | - Jamaica - Guadalupe - San Vicente y las Granadinas - Cuba |

Jugado en Trinidad y Tobago.

### Grupo A
| Equipo            | Pts | PJ | G | E | P | GF | GC | DG  |
| ----------------- | --- | -- | - | - | - | -- | -- | --- |
| Trinidad y Tobago | 6   | 3  | 3 | 0 | 0 | 10 | 1  | +9  |
| Martinica         | 4   | 3  | 2 | 0 | 1 | 9  | 4  | +5  |
| Surinam           | 1   | 3  | 0 | 1 | 2 | 2  | 6  | -4  |
| Antigua y Barbuda | 1   | 3  | 0 | 1 | 2 | 2  | 12 | -10 |

| Surinam           | 1 - 4 | Martinica         |
| Trinidad y Tobago | 7 - 0 | Antigua y Barbuda |
| Surinam           | 1 - 1 | Antigua y Barbuda |
| Trinidad y Tobago | 2 - 1 | Martinica         |
| Antigua y Barbuda | 1 - 4 | Martinica         |
| Trinidad y Tobago | 1 - 0 | Surinam           |

### Grupo B
| Equipo                       | Pts | PJ | G | E | P | GF | GC | DG |
| ---------------------------- | --- | -- | - | - | - | -- | -- | -- |
| Cuba                         | 5   | 3  | 2 | 1 | 0 | 3  | 0  | +3 |
| Jamaica                      | 5   | 3  | 2 | 1 | 0 | 3  | 0  | +3 |
| Guadalupe                    | 2   | 3  | 1 | 0 | 3 | 1  | 3  | -2 |
| San Vicente y las Granadinas | 0   | 3  | 0 | 0 | 3 | 1  | 4  | -3 |

| Cuba                         | 2 - 0 | Guadalupe                    |
| Jamaica                      | 2 - 0 | San Vicente y las Granadinas |
| Guadalupe                    | 0 - 1 | Jamaica                      |
| Cuba                         | 1 - 0 | San Vicente y las Granadinas |
| San Vicente y las Granadinas | 0 - 1 | Guadalupe                    |
| Cuba                         | 0 - 0 | Jamaica                      |

## Semifinales
| 24 de junio de 1992 | Jamaica | 1–0 | Martinica | National, Puerto España |  |
|                     | Reid    |     |           |                         |  |

| 24 de junio de 1992 | Trinidad y Tobago | 1–0 | Cuba | National, Puerto España |  |
|                     | Lewis             |     |      |                         |  |

## Tercer lugar
| 27 de junio de 1992 | Martinica | 1–1 (t. s.)(5–3 p.) | Cuba   | National, Puerto España |  |
|                     | Baptiste  |                     | Valdez |                         |  |

## Final
| 27 de junio de 1992 | Trinidad y Tobago                     | 3–1 | Jamaica    | National, Puerto España         |                                 |
|                     | Lewis 19' · Latapy 37' · Marcelle 85' |     | Graham 49' | Asistencia: 29,000 espectadores | Asistencia: 29,000 espectadores |

| Bandera de Trinidad y Tobago |
| Trinidad y Tobago 2º título  |